# Jihoslovanský výbor

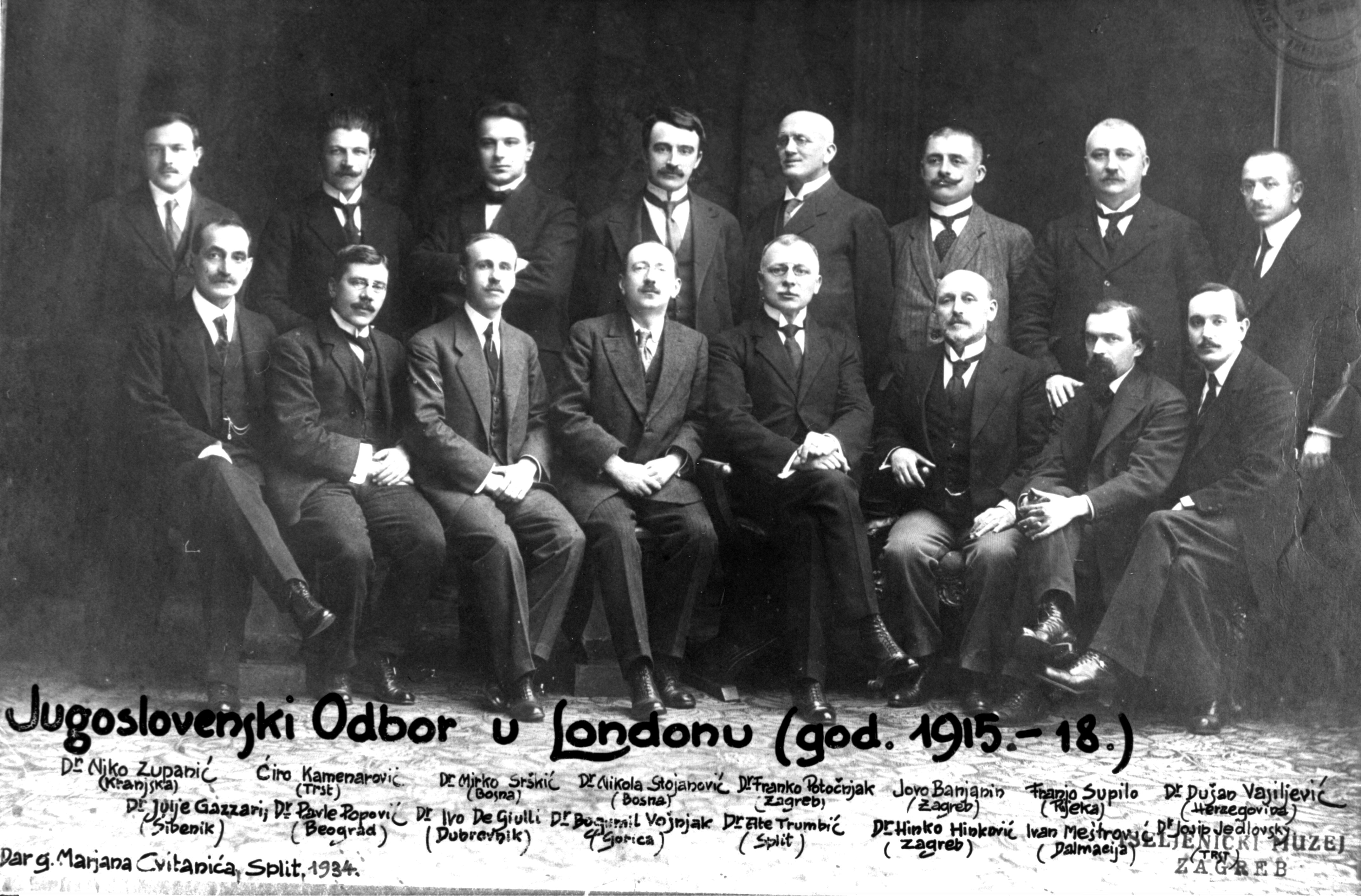
Jihoslovanský výbor v roce 1916

Jihoslovanský výbor (srbochorvatsky Jugoslovenski odbor) byl orgán politické emigrace Slovinců, Chorvatů a Srbů během první světové války, založený roku 1915 nejprve v Římě a potom přesunutý do Londýna.
Jeho cílem bylo vyjednat možné připojení jižními Slovany obývaných území k Srbsku a Černé Hoře (k čemuž nakonec na podzim 1918 skutečně došlo). Předsedou výboru byl chorvatský politik z přímoří, Ante Trumbić, který se stal později ministrem zahraničí v první jugoslávské vládě. Byl to právě Jihoslovanský výbor, který spolu se srbskou vládou podepsal Korfskou deklaraci, kde byly uvedeny základní mantinely budoucího fungování společného státu jižních Slovanů.
Výbor spolupracoval s dalšími spojeneckými exilovými organizacemi, mezi nimiž byla i Československá národní rada v Paříži.
Výbor formálně zanikl dne 1. prosince 1918 zformováním Království SHS.